# Sergy (Aisne)
Sergy è un comune francese di 166 abitanti situato nel dipartimento dell'Aisne della regione dell'Alta Francia.

## Società

### Evoluzione demografica
Abitanti censiti